# Ozola exotrigonia
Ozola exotrigonia är en fjärilsart som beskrevs av Louis Beethoven Prout 1929. Ozola exotrigonia ingår i släktet Ozola och familjen mätare. Inga underarter finns listade i Catalogue of Life.